# ۶۲ (پیش از میلاد)
۶۲ (پیش از میلاد) ۶۲مین سال قبل از تقویم میلادی است.